# Pempeliella sororiella
Pempeliella sororiella is een vlinder uit de familie snuitmotten (Pyralidae). De wetenschappelijke naam is voor het eerst geldig gepubliceerd in 1839 door Zeller.
De soort komt voor in Europa.